# Emil Lundberg (Eishockeyspieler, 1982)
Emil Lundberg (* 11. Januar 1982 in Luleå) ist ein schwedischer Eishockeyspieler, der seit Januar 2015 bei AIK Ishockey in der HockeyAllsvenskan unter Vertrag steht.

## Karriere
Emil Lundberg begann seine Karriere als Eishockeyspieler in seiner Heimatstadt in der Nachwuchsabteilung des Luleå HF, für dessen Profimannschaft er von 2000 bis 2006 in der Elitserien, der höchsten schwedischen Spielklasse, aktiv war. Anschließend spielte der Flügelspieler je ein Jahr lang für SaiPa Lappeenranta und HPK Hämeenlinna aus der finnischen SM-liiga, ehe er gegen Ende der Saison 2007/08 zu seinem Heimatverein Luleå HF zurückkehrte, für den er in weiteren zwei Spielzeiten in der Elitserien auf dem Eis stand.
Zur Saison 2010/11 unterschrieb Lundberg einen Vertrag beim HK Poprad aus der slowakischen Extraliga. Mit seinem Verein wurde er auf Anhieb Vizemeister. Zur folgenden Spielzeit wurde er von dessen Stadtnachbarn HC Lev Poprad aus der Kontinentalen Hockey-Liga verpflichtet.
Zur Saison 2012/2013 wechselte der damals 30-Jährige für ein Jahr zu den Kloten Flyers. Im Sommer 2013 absolvierte er ein Probetraining beim KHL-Neuling KHL Medveščak Zagreb, erhielt jedoch keinen Vertrag. Im November 2013 heuerte er beim Mora IK an und verbrachte dort den Rest der verbleibenden Spielzeit 2013/14. Zur Spielzeit 2014/15 wechselte der Schwede innerhalb der Liga zu Almtuna IS und fungierte dort als Assistenzkapitän, bevor er im November 2014 an Brynäs IF in die Svenska Hockeyligan ausgeliehen wurde. Im Januar 2015 wechselte Lundberg schließlich zu AIK Ishockey und ist dort seit Beginn der Saison 2015/16 ebenfalls Assistenzkapitän der Mannschaft.

## Erfolge und Auszeichnungen
- 2011 Slowakischer Vizemeister mit dem HK Poprad

## Statistik
(Stand: Ende der Saison 2010/11)